# Triplophyllum hirsutum
Triplophyllum hirsutum är en ormbunkeart som först beskrevs av Holtt., och fick sitt nu gällande namn av Jefferson Prado och R. C. Moran. Triplophyllum hirsutum ingår i släktet Triplophyllum och familjen Tectariaceae. Inga underarter finns listade.

## Bildgalleri

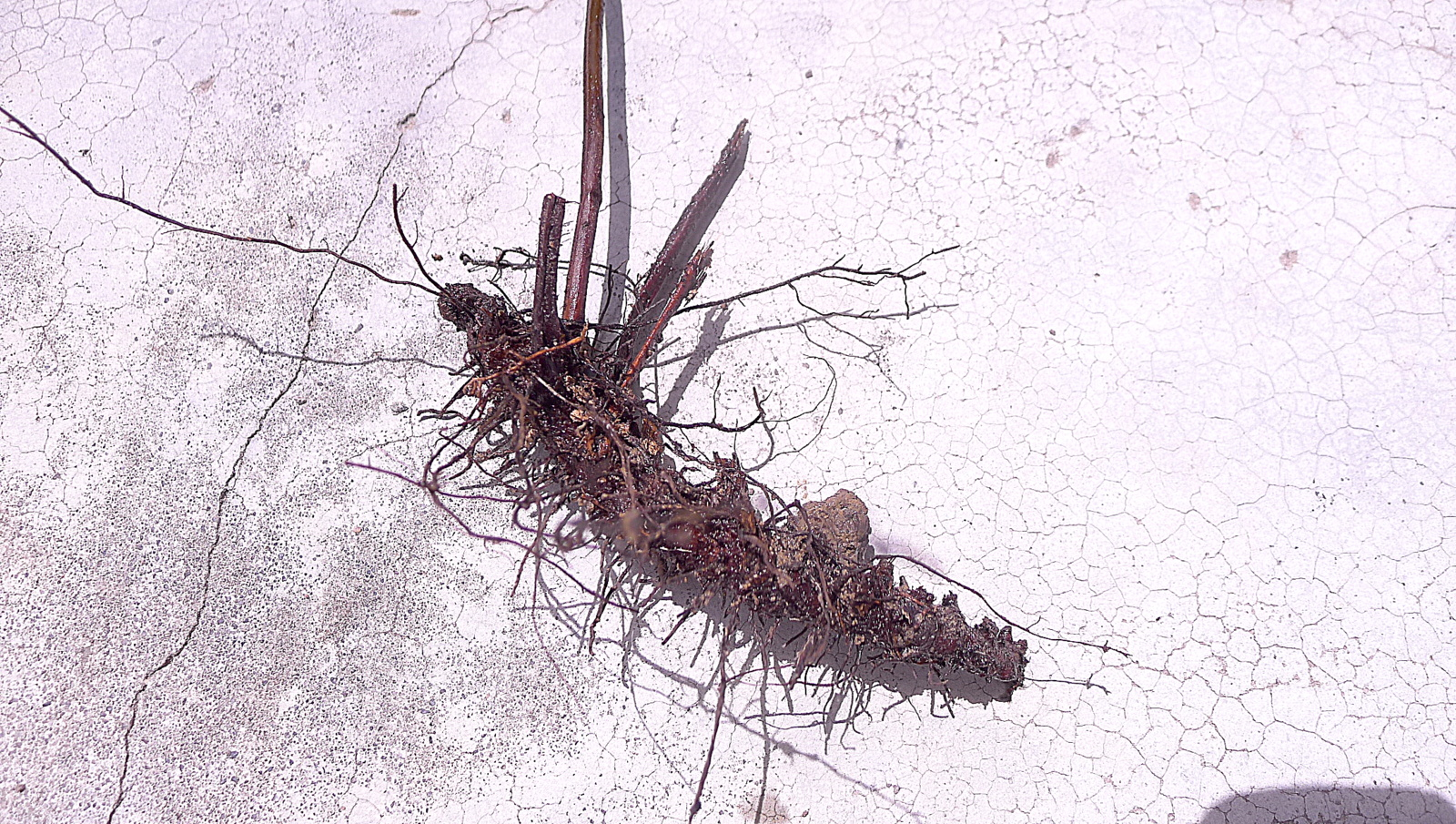
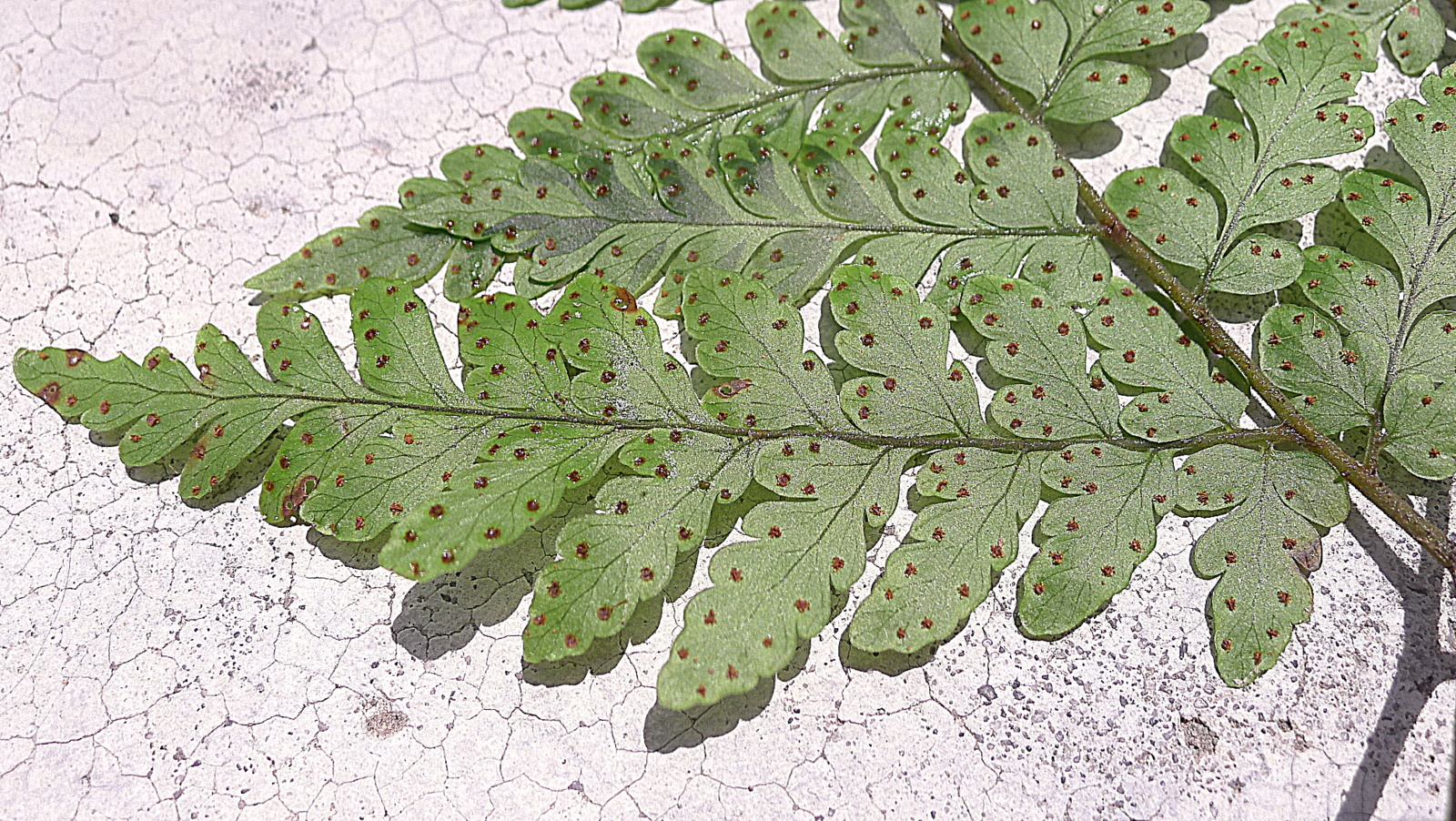
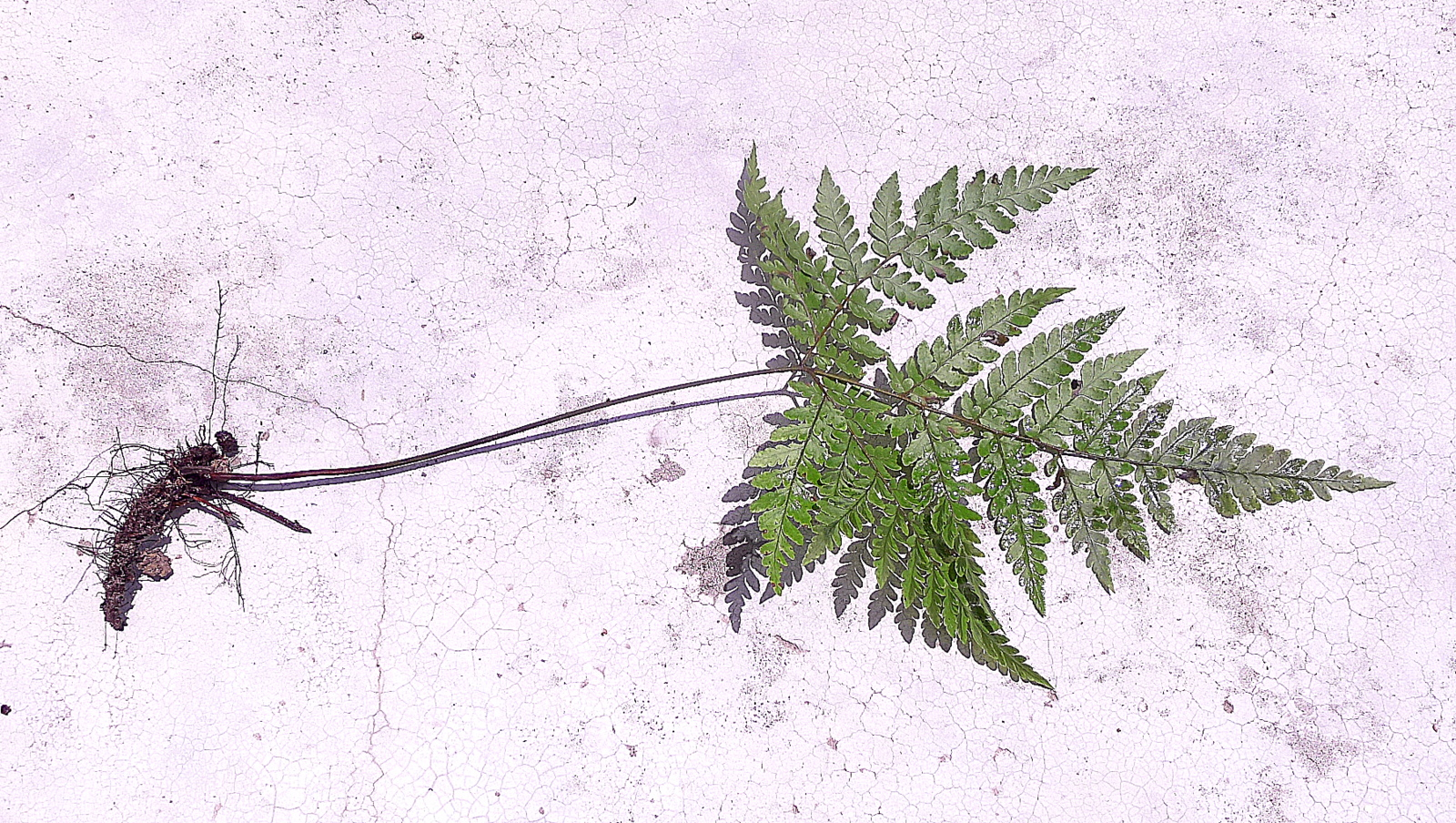